# Pedro le Coati
Pedro le Coati est une série de bande dessinée franco-belge humoristique créé en 1998 par Manu Larcenet au scénario et Gaudelette au dessin dans le no 3126 du journal Spirou. Elle met en scène une bande d'animaux dans leur vie au zoo, dont le coati nommé Pedro.

## Synopsis
La série raconte la vie des animaux d'un zoo, dont un coati nommé Pedro, mais aussi un tigre, un pingouin, un gorille, un éléphant, ou encore un hérisson qui s'occupent comme ils peuvent derrière les barreaux avec des parties de tennis, belote ou encore de jeux vidéo.

## Historique
La série est créée par Gaudelette au dessin et Manu Larcenet au scénario en 1998 dans le no 3126 du journal Spirou. Gaudelette et Manu Larcenet vont continuer une collaboration commencée quelques années auparavant dans le journal Fluide glacial avec la série Onc'Donald, il s'agit aussi d'une des premières collaborations entre Manu Larcenet et le journal Spirou, avec la série La vie est courte. La série est publiée régulièrement dans Spirou au début des années 2000, puis les parutions deviennent plus espacées par la suite. Parallèlement, à partir de 2001 la série est publiée aux éditions Dupuis.

## Personnages
Les personnages sont les animaux du zoo. Pedro le coati, Humphrey le pingouin, Romuald le tigre, Mokhtar le gorille ou encore Ernest le hérisson.

## Publication

### Albums
Le premier album de la série sort en 2001 aux éditions Dupuis il s'intitule simplement Tome 1. Le deuxième s'appelle Tome 2 et sort en 2002 et le troisième sortie en 2007 s'intitule Tome 3.

### Revues
La série est publiée pour la première fois, en 1998, dans le journal Spirou no 3126, dont elle fait la couverture, avec l'histoire complète de cinq planches intitulés Le couscous. La même année est publiée deux autres histories de cinq planches, Pédro s’évade dans le no 3132 et L’instinct millénaire dans le no 3163. L'année suivante la série est publiée trois fois, dans le no 3183 avec l'histoire complète de quatre planches intitulée Le dernier des pandas, dans le no 3187 avec l'histoire complète de cinq planches intitulée Le safari et dans le no 3211 avec l'histoire complète de huit planches intitulée Les ploucs. En 2000 est publiée dans le numéro|3259 l'histoire complète de six planches intitulée Le caméléon qui change d’opinion et dans le numéro|3261 l'histoire complète de cinq planches intitulée L’orque épaulard. Dans le no 3280 sortie en 2001, est un numéro spécial sur la série, elle fait la couverture et est publiée une histoire complète de six planches intitulée 40–0 balle de set, une autre de quatre planches sans titre, ainsi que trois gags d'une planche. La même année est publiée, dans le no 3303 l'histoire complète de cinq planches intitulée Logique potagère, numéro dont elle fait aussi la couverture, dans le no 3312 l'histoire complète de huit planches intitulée Les radis qui font rire et dans le no 3318 l'histoire complète de sept planches intitulée Les vautours. L'année suivante est publiée dans le no 3325 l'histoire complète de six planches intitulée Pedro the coati (il s'agit d'un numéro spécial union européenne et la série représente l'Irlande), dans le no 3327 l'histoire complète de sept planches intitulée Le dernier de sa race et dans le no 3329 l'histoire complète de six planches intitulée Mon père ce héros. L'histoire complète de sept planches intitulée Le capybara est la seule histoire publiée lors de l'année 2003, dans le no 3410. L'année suivante l'histoire complète de sept planches intitulée Passe décisive publiée dans le no 3434 est la seule publication de l'année. Après une interruption la série revient en 2007 avec l'histoire à suivre intitulée Pédro et les axolotls publiée du no 3603 au no 3604. Trois numéro plus tard est publiée une histoire complète de quatorze planches intitulée Apéro polaire, numéro dont elle fait aussi la couverture. L'histoire complète de six planches intitulée Immigration choisie est publiée dans le no 3625. En 2009, est publiée une histoire complète de deux planches sans titre dans le no 3716.